# Topczewo (gmina)
Topczewo – dawna gmina wiejska istniejąca do 1934 roku oraz w latach 1952–1954 w woj. białostockim (dzisiejsze woj. podlaskie). Siedzibą gminy było Topczewo.
W okresie międzywojennym gmina Topczewo należała do powiatu bielskiego w woj. białostockim. 
Według Powszechnego Spisu Ludności z 1921 roku gminę zamieszkiwało 5.144 osób, wśród których 4.387 było wyznania rzymskokatolickiego, 657 prawosławnego, 11 ewangelickiego, 85 mojżeszowego a 4 określono jako bezwyznaniowców. Jednocześnie 4.727 mieszkańców zadeklarowało polską przynależność narodową, 383 białoruską, 32 żydowską a 2 rosyjską. Było tu 949 budynków mieszkalnych.
Gminę zniesiono z dniem 1 października 1934 roku, a z jej obszaru utworzono nową gminę Brańsk; część obszaru znoszonej gminy włączono także do gminy Wyszki.
Gminę reaktywowano 1 lipca 1952 roku w tymże powiecie i województwie z części gminy Wyszki. W dniu powołania gmina składała się z 17 gromad.
Jednostkę zniesiono 29 września 1954 roku wraz z reformą wprowadzającą gromady w miejsce gmin. Jednostki nie przywrócono 1 stycznia 1973 roku po reaktywowaniu gmin.